# Aronsborg
Konferencehotellet Aronsborg (eller Aronsborgs Konferenshotel) ligger 45 kilometer nordvest for Stockholm ved søen Mälaren, cirka 35 kilometer fra Arlanda Lufthavn, og cirka 2 kilometer fra bus- og jernbanestation i byen Bålsta (Håbo kommun). 
Hotellet har omkring 200 værelser, og hotellets største rum kan rumme 500 konferencegæster. Det åbnede for de første gæster i oktober 1989.